# 2010
2010 (MMX) е обикновена година, започваща в петък според Григорианския календар. Тя е 2010-ата година от новата ера, десетата от третото хилядолетие и първата от 2010-те.
Съответства на:
- 1459 година по Арменския календар
- 6760 година по Асирийския календар
- 2960 година по Берберския календар
- 1372 година по Бирманския календар
- 2554 година по Будисткия календар
- 5768 – 5770 година по Еврейския календар
- 2002 – 2003 година по Етиопския календар
- 1388 – 1389 година по Иранския календар
- 1431 – 1432 година по Ислямския календар
- 4706 – 4707 година по Китайския календар
- 1726 – 1727 година по Коптския календар
- 4343 година по Корейския календар
- 2763 години от основаването на Рим
- 2553 година по Тайландския слънчев календар
- 99 година по Чучхе календара

## Събития
- Международна година на Биоразнообразието.
- 2010 година бележи началото на ново десетилетие (2010 – 2019, десетте години на 21 век).
- Конкурса Евровизия 2010

### Януари
- 1 януари – Испания поема председателството на Европейския съюз от Швеция.
- 1 януари – Италия забранява употребата на найлонови торбички.[1]
- 4 януари – Официално е открита най-високата сграда в света дотогава – Бурж Халифа в Дубай, Обединените Арабски Емирства
- 11 януари – В Европейския парламент започват изслушванията на кандидатите за еврокомисари във втората Европейска комисия на Жозе Мануел Барозу.
- 12 януари – Земетресение с магнитуд от 7-а степен разтърсва Хаити и разрушава столицата Порт о Пренс.
- 15 януари – слънчево затъмение с най-голяма продължителност за третото хилядолетие.
- 18 януари – От турския затвор „Синджан“ е освободен Али Агджа – стрелял срещу папа Йоан Павел II през 1981.
- 25 януари – Самолетът при полет 409 на „Етиопиън Еърлайнс“ се разбива в Средиземно море край бреговете на На'аме, Ливан и убивай 90 души.

### Февруари
- 12 – 28 февруари – се провеждат 21-вите зимни олимпийски игри във Ванкувър, Канада.
- 27 февруари – Земетресение с магнитуд 8,8 по скалата на Рихтер в Чили, преизвикана е вълна цунами в Тихия океан, убивайки 497 души.

### Март
- 16 март – При пожар са унищожени дворците в Касуби, Уганда – обект на световното културно наследство на ЮНЕСКО.
- 29 март – Атентатите в Московското метро, причинили смъртта на повече от 60 души

### Април
- 4 април – Великден за източноправославната и католическата църква
- 20 април – Избухването на петролната платформа на „Бритиш Петролиум“, причинило най-голямата екологична катастрофа в Мексиканския залив

### Май
- 12 май – Самолетът при полет 771 на „Африкия Еъруейс“ се разбива близо до пистата на международното летище „Триполи“, Либия, при което загиват 103 от 104-те души на борда.
- 17 май – Самолетът при полет 112 на „Памир Еъруейс“ се разбива в Афганистан и убива всички 44 души на борда.

### Юни
- 11 юни – 11 юли – Провежда се Световното първенство по футбол в ЮАР

### Юли
- 28 юли – Самолетът при полет 202 на „Еърблу“ се разбива в хълмовете Маргала северно от Исламабад, Пакистан и убива всички 152 души на борда. Това е най-смъртоносният авиационен инцидент в историята на Пакистан и първият с „Еърбъс А321“.

### Август
- 24 август – Самолетът при полет 8387 на „Хенан Еърлайнс“ катастрофира на летище „Линду“, Ичун, Китай и убива 44 от 96-те души на борда.

### Ноември
- 2 ноември – избори за конгреса на САЩ
- 4 ноември – Самолетът, който изпълнява полет 883 на „Еъро Карибиън“ се разбива в Санкти Спиритус, Куба и убива всички 68 души на борда.
- 14 ноември – на 23 години и 134 дни Себастиан Фетел става най-младият световен шампион в историята на Формула 1

### Декември
- На 21 декември се очаква пълно лунно затъмнение
- Арабска Пролет

## Починали

### Януари
- 5 януари – Боби Цанков, български радиоводещ (* 1979 г.)
- 11 януари – Ерик Ромер, френски кинорежисьор (* 1920 г.)
- 13 януари – Теди Пендърграс, американски певец (* 1950 г.)
- 17 януари – Ерик Сийгъл, американски автор, филмов сценарист и преподавател (* 1937 г.)
- 21 януари – Ригън Форест, американска писателка (* 1935 г.)
- 25 януари – Али Хасан ал-Маджид, иракски политик (* 1941 г.)
- 27 януари
  - Джеръм Дейвид Селинджър, американски писател (* 1919 г.)
  - Христо Недков, български музикант (* 1927 г.)

### Февруари
- 6 февруари – Атанас Липчев, български писател (* 1951 г.)
- 7 февруари – Уилям Тен, американски писател (* 1920 г.)
- 8 февруари – Луна Давидова, българска актриса (* 1926 г.)
- 12 февруари – Нодар Кумариташвили, грузински спортист (* 1988 г.)

### Март
- 3 март – Момо Капор, сръбски писател (* 1937 г.)
- 20 март – Гирия Прасад Койрала, непалски политик (* 1925 г.)
- 26 март – Никола Рударов, български кинорежисьор и актьор (* 1927 г.)
- 27 март – Василий Смислов, съветски и руски шахматист (* 1921 г.)

### Април
- 1 април – Дзанис Дзанетакис, гръцки политик (* 1927 г.)
- 3 април
  - Иван Балсамаджиев, български актьор (* 1953 г.)
  - Йожен Тер'Бланш, южноафрикански политик (* 1941 г.)
- 10 април – Лех Качински, полски политик (* 1949 г.)
- 11 април – Юлия Ценова, българска пианистка, композитор и педагог (* 1948 г.)
- 14 април
  - Ерика Буркарт, швейцарска поетеса, белетристка и есеистка (* 1922 г.)
  - Питър Стийл, американски музикант (* 1962 г.)
  - Юрий Левин, руски семиотик (* 1935 г.)
- 21 април – Хуан Антонио Самаранч, испански спортен функционер (* 1920 г.)
- 25 април – Алън Силитоу, британски писател (* 1928 г.)
- 26 април – Радой Попиванов, български биолог (* 1913 г.)
- 27 април – Носрат Песешкиян, невролог, психиатър и психотерапевт, основател на позитивната психотерапия (* 1933 г.)
- 30 април – Паул Майер, германски духовник (* 1911 г.)

### Май
- 1 май – Хелън Уогнър, американска актриса (* 1918 г.)
- 2 май
  - Кама Чинен, японска столетница (* 1895 г.)
  - Лин Редгрейв, англо-американска актриса (* 1943 г.)
  - Бохумил Немечек, чешки боксьор (* 1938 г.)
- 3 май – Флоренцио Кампоманес, филипински шахматист (* 1927 г.)
- 4 май – Луиджи Поджи, италиански кардинал (* 1917 г.)
- 5 май
  - Умару Ярадуа, нигерийски политик (* 1951 г.)
  - Джулиета Симионато, италианска оперна певица (* 1910 г.)
- 7 май – Уоли Хикъл, американски политик (* 1919 г.)
- 8 май
  - Андор Лилиентал, унгарско-съветски шахматист (* 1911 г.)
  - Хоакин Капия, мексикански скачач във вода (* 1928 г.)
- 9 май
  - Лена Хорн, американска певица (* 1917 г.)
  - Ханс Дейкстал, нидерландски политик (* 1943 г.)
- 10 май – Франк Фразета, американски илюстратор (* 1928 г.)
- 11 май – Дирайр Мардикян, арменски духовник (* 1930 г.)
- 14 май
  - Го Кен Суи, сингапурски политик (* 1918 г.)
  - Фредерик ван Зейл Слаберт, южноафрикански политик (* 1940 г.)
- 15 май – Байрон Сингх Шекхават, индийски политик (* 1923 г.)
- 16 май
  - Рони Джеймс Дио, американски музикант (* 1947 г.)
  - Освалдо Лопес Ареляно, хондураски политик (* 1921 г.)
  - Ханк Джоунс, американски музикант (* 1918 г.)
- 18 май – Едоардо Сангвинети, италиански писател (* 1930 г.)
- 22 май – Гане Тодоровски, македонски филолог и писател (* 1929 г.)
- 24 май – Пол Грей, американски музикант (* 1972 г.)
- 26 май – Лео Канелс, нидерландски футболист (НАК Бреда) (* 1933 г.)
- 28 май – Гари Коулман, американски актьор (* 1968 г.)
- 29 май – Денис Хопър, американски актьор (* 1936 г.)
- 31 май – Луиз Буржоа, френско-американска скулпторка (* 1911 г.)

### Юни
- 1 юни – Андрей Вознесенски, руски поет (* 1933 г.)
- 2 юни – Джузепе Тадеи, италиански оперен певец (* 1916 г.)
- 3 юни
  - Жуау Агиар, португалски писател (* 1943 г.)
  - Владимир Арнолд, съветски, руски и френски математик (* 1937 г.)
- 7 юни
  - Мордехай Елияху, израелски равин (* 1929 г.)
  - Стоян Колев, български автомобилен състезател (* 1944 г.)
- 8 юни
  - Пламен Масларов, български режисьор (* 1950 г.)
  - Исмаел Ролон, парагвайски духовник (* 1914 г.)
- 9 юни – Марина Семьонова, руска балерина (* 1908 г.)
- 10 юни – Фердинан Ойоно, камерунски писател и политик (* 1929 г.)
- 12 юни – Йежи Стефан Ставински, полски сценарист и режисьор (* 1921 г.)
- 14 юни – Леонид Кизим, украински космонавт (* 1941 г.)
- 18 юни – Жузе Сарамагу, португалски писател (* 1922 г.)
- 23 юни – Мохамед Мзали, тунизийски политик (* 1925 г.)
- 24 юни – Пит Куайф, английски музикант (* 1943 г.)
- 26 юни – Алгирдас Бразаускас, литовски политик (* 1932 г.)
- 27 юни – Андреас Окопенко, австрийски писател (* 1930 г.)
- 28 юни – Робърт Бърд, американски политик (* 1917 г.)

### Юли
- 2 юли – Берил Бейнбридж, британска актриса, сценаристка и писателка (* 1932 г.)
- 3 юли – Абу Дауд, палестински терорист (* 1937 г.)
- 5 юли – Чезаре Сиепи, италиански оперен певец (* 1923 г.)
- 10 юли – Калина Ковачева, българска писателка (* 1943 г.)
- 22 юли – Дончо Цончев, български писател (* 1933 г.)
- 25 юли – Матей Матеев, български физик и политик (* 1940 г.)
- 26 юли – Бригите Швайгер, австрийска писателка (* 1949 г.)
- 30 юли – Стефка Съботинова, българска народна певица (* 1930 г.)

### Август
- 5 август – Годфри Бинайса, угандийски политик (* 1920 г.)
- 6 август – Джон Луис Манси, английски актьор (* 1926 г.)
- 8 август – Патриша Нийл, американска актриса (* 1926 г.)
- 12 август – Гуидо де Марко, бивш президент на Малта (* 1931 г.)
- 13 август – Исак Паси, български философ (* 1928 г.)
- 15 август – Георги Павлов, български народен певец (* 1926 г.)
- 16 август – Димитриос Йоанидис, гръцки офицер и политик (* 1923 г.)
- 17 август – Франческо Косига, италиански политик (* 1928 г.)
- 21 август – Георге Апостол, румънски политик (* 1913 г.)
- 28 август
  - Августин Кандиотис, гръцки духовник (* 1907 г.)
  - Синан Хасани, югославски политик (* 1922 г.)
- 31 август – Владимир Шкодров, български астроном (* 1930 г.)

### Септември
- 9 септември – Бент Ларсен, датски шахматист, гросмайстор (* 1935 г.)
- 10 септември – Раде Маркович, сръбски театрален и кино актьор (* 1921 г.)
- 12 септември – Клод Шаброл, френски режисьор (* 1930 г.)
- 19 септември – Иван Кирков, български художник (* 1932 г.)
- 26 септември – Глория Стюарт, американска актриса (* 1910 г.)
- 28 септември – Артър Пен, американски режисьор (* 1922 г.)
- 29 септември
  - Жорж Шарпак, френски физик, носител на Нобелова награда за физика за 1992 (* 1924 г.)
  - Тони Къртис, американски актьор (* 1925 г.)

### Октомври
- 10 октомври
  - Джоан Съдърланд, австралийски драматичен колоратурен сопран (* 1926 г.)
  - Морис Але, френски икономист, носител на Нобелова награда за икономика за 1988 (* 1911 г.)
  - Соломон Бърк, американски соул певец (* 1940 г.)
- 12 октомври – Белва Плейн, американска писателка (* 1915 г.)
- 14 октомври – Беноа Манделброт, френски математик (* 1924 г.)
- 22 октомври – Юлия Винер-Ченишева, българска оперна певица (* 1929 г.)

### Ноември
- 15 ноември – Лари Еванс, американски шахматист и журналист (* 1932 г.)
- 28 ноември – Лесли Нилсен, американски актьор (* 1926 г.)
- 29 ноември
  - Андрей Баташов, български актьор (* 1965 г.)
  - Бела Ахмадулина, руска поетеса (* 1937 г.)

### Декември
- 4 декември
  - Атанас Славов, български писател, изкуствовед, семиотик, поет и сценарист (* 1930 г.)
  - Дафо Трендафилов, български майстор – гайдар и преподавател (* 1919 г.)
- 13 декември – Ричард Холбрук, американски дипломат (* 1941 г.)
- 15 декември – Петер О. Хотевиц, немски писател (* 1934 г.)
- 20 декември – Хелмут Прайслер, немски поет и преводач (* 1925 г.)
- 28 декември – Вили Кавалджиев, български блус-рок певец, музикант и антикомунист (* 1945 г.)
- 30 декември – Боби Фарел, вокалист от Бони М (* 1949 г.)